# جورج كيوكور
جورج ديوي كيوكور (من 7 من يوليو 1899م حتى 24 من يناير 1983م) هو مخرج سينمائي أمريكيًا. وركَّز على الاقتباسات الكوميدية والأدبية بشكلٍ رئيس. ازدهرت حياة كيوكور المهنية في شركة أر كيه أوه (RKO) عندما عيَّنه ديفيد أوه سيلزنيك، رئيس استوديو الإنتاج، لإخراج العديد من أفلام أر كيه أوه الرئيسة، بما في ذلك ما السعر هوليوود؟ (What Price Hollywood?) (1932), وفاتورة طلاق (A Bill of Divorcement) (عام 1932)، و«أفضل ما لدينا» (عام 1933)، و نساء صغيرات (Little Women) (عام 1933). وعندما انتقل سيلزنيك لشركة إم جي إم في عام 1933، تبعه كيوكور وأخرج عشاء في الثامنة (Dinner at Eight) (عام 1933) وديفيد كوبرفيلد (David Copperfield) (عام 1935) لسيلزنيك وروميو وجولييت (Romeo and Juliet) (عام 1936) و كميل (Camille) (عام 1936) لايرفينغ تلبيرج (Irving Thalberg).
حل كيوكور محل مُخرج فيلم ذهب مع الريح (عام 1939)، ولكنه استمر في إخراج قصة فيلادلفيا (The Philadelphia Story) (عام 1940) وضلع آدم (Adam's Rib) (عام 1949) ووُلِدَ بالأمس (Born Yesterday) (عام 1950) ووُلِدَت نجمة (A Star Is Born) (عام 1954) وسيدتي الجميلة (My Fair Lady) (عام 1964). وقد واصل العمل حتى ثمانينيات القرن العشرين.

## نشأته
وُلد كيوكور على الجانب الشرقي الأدنى من مانهاتن في مدينة نيويورك، وهو الطفل الأصغر والصبي الوحيد لمهاجرَين هنغاريين يهوديين هما فيكتور، وهو مدّعٍ عام مساعد، وهيلين إيلونا غروس. اختار والداه اسمه الأوسط تكريمًا لبطل الحرب الأمريكية الإسبانية جورج ديوي. لم تكن العائلة متديّنة بشكل خاص (كان لحم الخنزير طبقًا رئيسيًا على طاولة العشاء)، وعندما بدأ بحضور المعبد وهو صغير، تعلّم اللغة العبرية صوتيًا، دون أي فهم حقيقي لمعنى الكلمات أو ما تمثّله. ونتيجة لذلك، كان متأرجحًا بشأن إيمانه ورافضًا تقاليد العالم القديم منذ الطفولة، ولمّا كبر، اعتنق الأنجلوفيليا لاجتثاث نفسه من جذوره.
عندما كان كيوكور طفلًا، ظهر في العديد من مسرحيات الهواة وحضر دروسًا في الرقص، وفي سن السابعة، قدّم أداء في حفل مع ديفيد أوه سيلزنيك، الذي أصبح في السنوات اللاحقة مرشدًا وصديقًا. عندما كان كيوكور مراهقًا، كثيرًا ما اصطحبه عمه إلى مسرح نيويورك هيبودروم. بعد أن أصبح مهووسًا بالمسرح، تغيّب في كثير من الأحيان عن الفصول الدراسية في مدرسة ديويت كلينتون الثانوية لحضور العروض المسرحية بعد الظهر. خلال سنته الأخيرة في الثانوية، عمل ممثلًا كومبارس مع أوبرا ميتروبوليتان، وحصل على 50 سنتًا لكل ظهور، وعلى دولار إذا تطلّب منه الدور الأداء بوجه أسود.
بعد تخرجه في عام 1917، كان من المتوقع أن يتبع كيوكور خطا والده ويمارس مهنة القانون. التحق بقليل من الحماس بكلية مدينة نيويورك، حيث انضم إلى فيلق جيش الطلاب للتدريب في أكتوبر عام 1918. كانت خبرته العسكرية محدودة؛ استسلمت ألمانيا في أوائل نوفمبر، وانتهت خدمته بعد شهرين فقط. غادر المدرسة بعد فترة وجيزة.
حصل كيوكور على عمل مساعدًا لمدير المسرح وممثلًا بدور صغير في جولة أداء العجوز الأفضل، وهي مسرحية موسيقية بريطانية شهيرة تستند إلى الشخصية الكرتونية بيل العجوز التي صمّمها بروس برينزفاذر. في عام 1920، أصبح مدير المسرح لممثلي نيكربوكير، وهي فرقة مسرحية تنقّلت بين سيراكيوز وروتشستر في نيويورك، وفي العام التالي، عُيّن مديرًا عامًّا لممثلي ليسيوم المنشأة حديثًا، وهي فرقة تقدم العروض المسرحية في الصيف فقط في الأجزاء الشمالية من الولاية. في عام 1925، شكّل فرقة الأداء «سي. إف. آند زيد.» مع والتر فولمر وجون زويكي، التي أتاحت له الفرصة الأولى في الإخراج. بعد موسمهم الأول، كان أول ظهور له في الإخراج على مسرح برودواي مع أنطونيا للكاتب المسرحي الهنغاري ميلكيور لينييل، ثم عاد إلى روتشستر، حيث تطورت «سي. إف. آند زيد.» لتصبح الفرقة المسرحية كيوكور-كوندولف، وهي فرقة شملت لويس كاليرن، وإيلكا تشيس، وفيليس بوفاه، وفرانك مورغان، وريغنالد أوين، وإليزابيث باترسون، ودوغلاس مونتغمري، وجميعهم عملوا مع كيوكور في السنوات اللاحقة في هوليوود. بقيت بيت ديفيس مع الفرقة لموسم واحد فقط. يستحضر كيوكور في وقت لاحق: «كانت موهبتها واضحة وتمتلك أفكارها الخاصة، وعلى الرغم من أنها أدت أدوارًا بسيطة وساذجة فقط، فلم تتردد في الحديث عنها». على مدار العقود القليلة التالية، ادعت ديفيس أنها طُردت، وعلى الرغم من أن كيوكور لم يفهم أبدًا سبب إيلائها أهمية كبيرة لحادث اعتبره بسيطًا، لم يعمل معها مجددًا.
على مدار الأعوام القليلة التالية، تناوب كيوكور بين روتشستر في أشهر الصيف وبرودواي في فصل الشتاء. كان إخراجه العملَ المسرحي المقتبس عن غاتسبي العظيم عام 1926 لأوين ديفيس ملفتًا لانتباه نقّاد نيويورك. كتب الناقد المسرحي آرثر بولوك في صحيفة بروكلين إيغل واصفًا العمل بأنه «عمل مميّز لمخرج لم يكن معروفًا تمامًا كما ينبغي». أخرج كيوكور ستة أعمال على مسرح برودواي قبل انطلاقه إلى هوليوود في عام 1929.

## قائمة المصادر
- Hillstrom, Laurie Collier, International Dictionary of Films and Filmmakers. Detroit: St. James Press 1997. ISBN 1-55862-302-7.
- Katz, Ephraim, The Film Encyclopedia. New York: HarperCollins 2001. ISBN 0-06-273755-4.
- Myrick, Susan, White Columns in Hollywood: Reports from the GWTW Sets. Macon, Georgia: Mercer University Press 1982 ISBN 0-86554-044-6.
- Wakeman, John, World Film Directors. New York: H.W. Wilson Company 1987. ISBN 0-8242-0757-2.

## وصلات خارجية
- جورج كيوكور على موقع IMDb (الإنجليزية)
- جورج كيوكور على موقع الموسوعة البريطانية (الإنجليزية)
- جورج كيوكور على موقع روتن توميتوز (الإنجليزية)
- جورج كيوكور على موقع مونزينجر (الألمانية)
- جورج كيوكور على موقع ألو سيني (الفرنسية)
- جورج كيوكور على موقع تيرنر كلاسيك موفيز (الإنجليزية)
- جورج كيوكور على موقع أول موفي (الإنجليزية)
- جورج كيوكور على موقع قاعدة بيانات برودواي على الإنترنت (الإنجليزية)
- جورج كيوكور على موقع قاعدة بيانات الأفلام السويدية (السويدية)
- جورج كيوكور على موقع إن إن دي بي (الإنجليزية)
- Cukor bibliography at UC Berkeley Media Resources Center
- Senses of Cinema: Great Directors Critical Database
- Literature on George Cukor